# Jemison, Alabama
Jemison là một thành phố thuộc quận Chilton, tiểu bang Alabama, Hoa Kỳ. Dân số năm 2009 là 3000 người, mật độ đạt 104 người/km².